# 亨德森 (馬里蘭州)
亨德森（英語：Henderson）是一個位於美國馬里蘭州加羅林縣的市鎮。

## 人口
根據2020年美國人口普查的數據，亨德森的面積為0.32平方千米，當中陸地面積為0.32平方千米，而水域面積為0.00平方千米。當地共有人口160人，而人口密度為每平方千米500人。